# Annonay
Annonay (okzitanisch Anonai) ist eine südfranzösische Stadt im Norden des Vivarais und eine Gemeinde im Département Ardèche in der Region Auvergne-Rhône-Alpes. Mit 17.222 Einwohnern (Stand 1. Januar 2022) ist Annonay die größte Stadt des Départements, aber nicht Sitz der Präfektur. Diese befindet sich im deutlich kleineren Privas.

## Lage und Klima
Die Stadt Annonay liegt am Fluss Cance wenige Kilometer westlich des Rhônetals am Fuße eines Hügels in einer Höhe von ca. 360 m. Annonnay ist Knotenpunkt wichtiger Handelsrouten und liegt ca. 75 km (Fahrtstrecke) südlich von Lyon bzw. ca. 46 km südöstlich von Saint-Étienne. Die Gemeinde liegt am Rande des Regionalen Naturparks Pilat und ist mit diesem als Zugangsort assoziiert. Das Klima ist gemäßigt bis warm; Regen (ca. 805 mm/Jahr) fällt übers Jahr verteilt.

## Bevölkerungsentwicklung
| Jahr                       | 1800  | 1851   | 1901   | 1954   | 1999   | 2018   |
| Einwohner                  | 5.550 | 13.214 | 17.490 | 16.201 | 17.522 | 16.288 |
| Quellen: Cassini und INSEE |       |        |        |        |        |        |

## Wirtschaft
In der Vergangenheit war die Lederverarbeitung der wichtigste Erwerbszweig der Stadt; auch heute wird teures Leder nach alter Tradition in der Tannerie d’Annonay produziert und landesweit verkauft. Die meisten erwerbstätigen Bewohner arbeiten in der Autobranche oder in Papierfabriken, aber auch Industrien zur Herstellung von Plastik, Textilien und Medikamenten sind in Annonay angesiedelt. Ein Damm am Ternay, nordöstlich von Saint-Marcel-lès-Annonay, wurde zur Errichtung eines Wasserreservoirs gebaut und dient der Speicherung von Wasser für Industrie und Haushalte. Traditionell bestimmen Landwirtschaft und Weinbau die Wirtschaft in der Region.

## Geschichte
Der Ortsname könnte vom lateinischen Begriff Annoniacum abgeleitet sein, was Wohnsitz des Annonius bedeutet. Dabei könnte es sich um einen reichen Römer handeln.
Im Mittelalter war Annonay Zuhause vieler mächtiger Familien und Pilger machten in der Stadt Rast auf dem Weg nach Puy-en-Velay. Der Ort wurde mehrere Male geplündert und litt auch unter dem Hundertjährigen Krieg, so dass eine Stadtmauer errichtet werden musste.
In der ersten Hälfte des 16. Jahrhunderts bestimmte der Konflikt zwischen Katholiken und Protestanten das Leben in der Stadt. Der Beginn der Hugenottenkriege 1562 war daher auch für Annonay eine Katastrophe, in der auch das nahegelegene Schloss Pugneux zerstört wurde. Vor allem die Jahre 1585/86 waren schlimm für die Bevölkerung, da Pest und Hungersnot viele Tote forderten. Erst nach dem Edikt von Nantes von 1598 kehrten Ruhe und Wohlstand nach Annonay zurück.

## Sehenswürdigkeiten

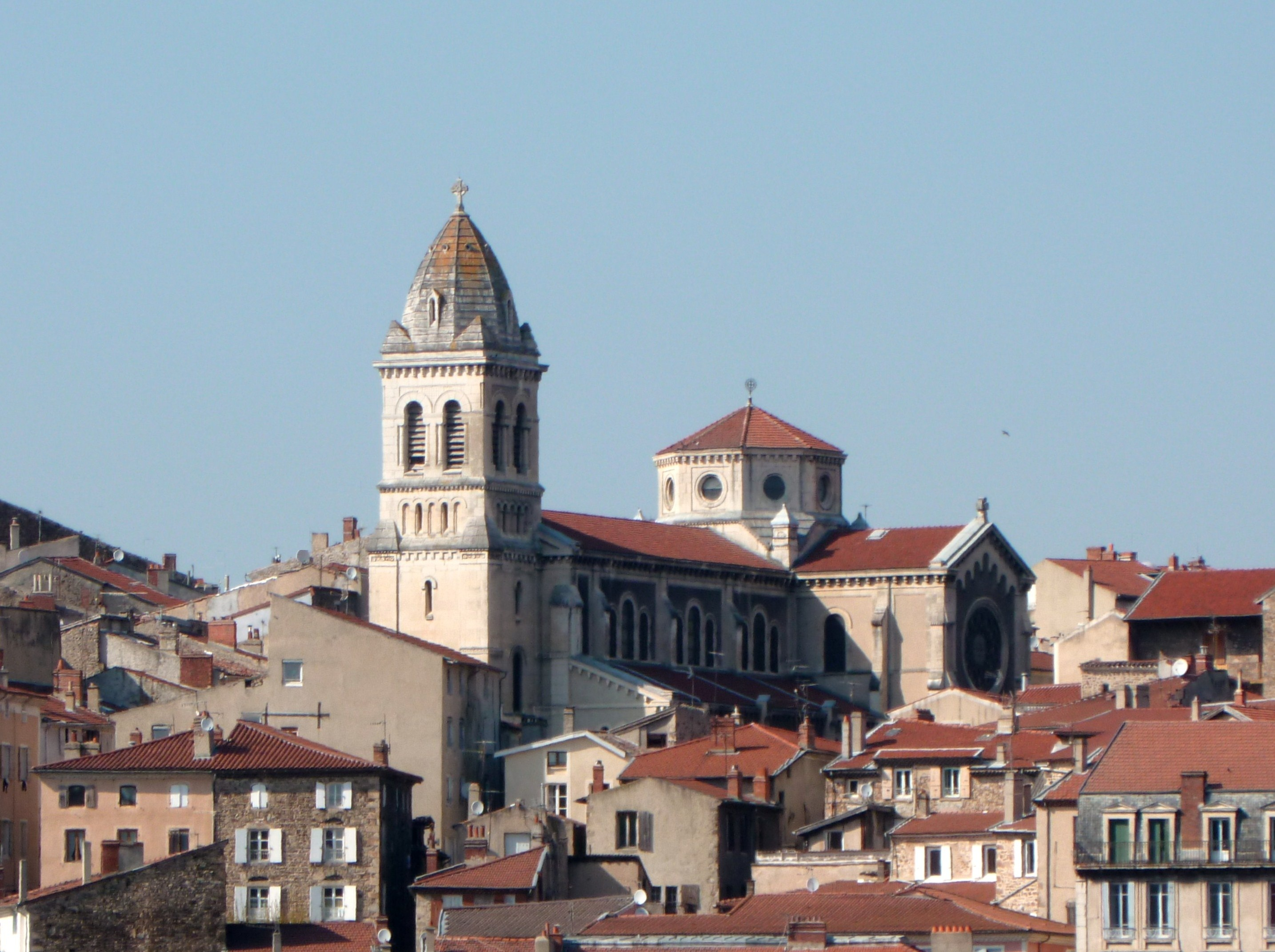
Église Notre-Dame

- ehemaliges Schlosstor aus dem 17. Jahrhundert, das 1968 teilweise zerstört wurde
- Pont Valgelas; Brücke aus dem 14. Jahrhundert, im Mittelalter Eingang zur Stadt
- Voûtes Soubises: Straße aus dem 12. Jahrhundert, die an Teilen der alten Stadtmauer vorbeiführt
- Kirche aus dem 17. Jahrhundert
- achteckiger Kirchturm von Trachin, Relikt eines Priorats von 1320
- Rue de Trachin: bürgerlicher Aufenthaltsort im 17. Jahrhundert
- Place Mayol mit Turm aus dem 16. Jahrhundert
- Frauenkloster Sainte-Marie, das auf dem Fundament des Château de Malatour von 1630 erbaut worden ist
- Rue Béchetoille mit königlicher Vogtei von 1700
- Tour des Martyrs aus dem 17. Jahrhundert: Überreste der Stadtmauer, von denen im Mittelalter zum Tode verurteilte Männer in die daruntergelegene Deûme geworfen wurden
- Rue de la Poterne mit dem Amtsgebäude von Nicolas du Peloux, dem Gouverneur von 1577
- Stadttheater aus dem 19. Jahrhundert
- Église Notre-Dame, 1904–1912[3]

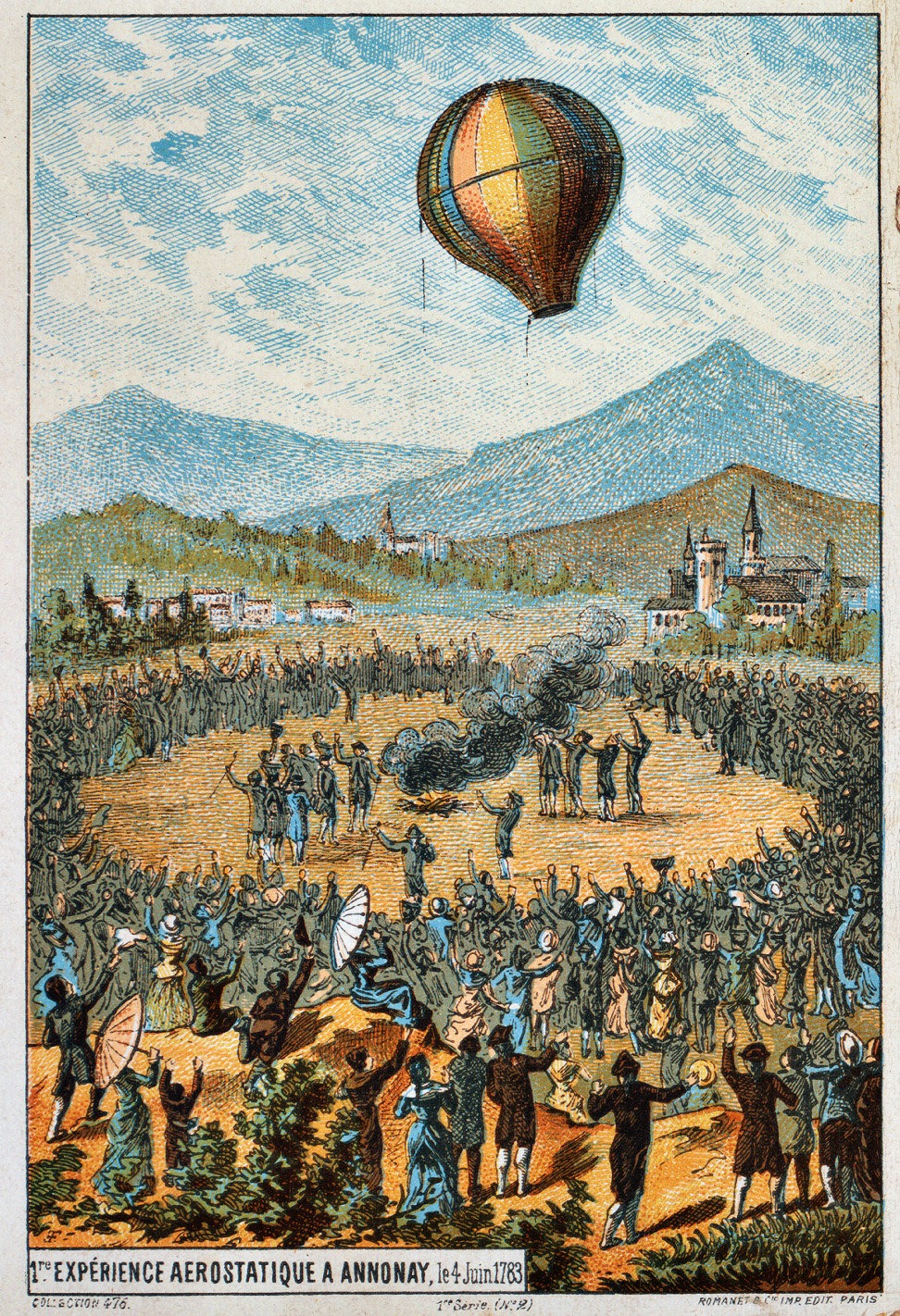
Start der Montgolfière

In Annonay fand am 4. Juni 1783 die erste öffentliche Vorführung eines Heißluftballon (Montgolfière) durch die Gebrüder Montgolfier statt. Zwei weitere Ballonstarts folgten noch im selben Jahr.

## Persönlichkeiten
- Pierre Bertrand (1280–1349), Kardinal, Theologe und Kirchenrechtler
- Joseph Michel Montgolfier (1740–1810), Erfinder des Heißluftballons, der Montgolfière
- Jacques Étienne Montgolfier (1745–1799), Erfinder des Heißluftballons, der Montgolfière
- Louis Monneron (1742–1805) gilt als einer der größten Unternehmer am Ende des Ancien Régime
- Augustin-Joseph-François Monneron (1756–1824), Unternehmer, Politiker und Bankier
- Marc Seguin (1786–1875), Ingenieur und Erfinder der Eisenseilhängebrücke und des Dampfrohrkessels
- Auguste Bravais (1811–1863), Physiker und Mitbegründer der Kristallographie
- Joseph-Jean-Louis Robert (1819–1900), Geistlicher und römisch-katholischer Bischof von Marseille
- Charles Fillingham Coxwell (1856–1940), Übersetzer
- Joseph Canteloube (1879–1957), Komponist und Musikwissenschaftler
- Roger Dumas (1932–2016), Schauspieler und Liedtexter
- Maud Duplomb (* 1985), Squashspielerin

## Städtepartnerschaften
Annonay hat die folgenden Städtepartnerschaften:
- Backnang in Deutschland, seit 1966
- Chelmsford im Vereinigten Königreich, seit 1999
- Barge in Italien, seit 2001
- Vysoké Mýto (Hohenmaut) in Tschechien